# 秋田真典
秋田 真典（あきた まさのり）は、日本の作曲家、編曲家。元、大手ゲームメーカーコナミ出身であり、主にゲームの音楽を手掛ける。
現在は大手ゲームメーカーから集結したサウンドクリエイター集団、株式会社INSPIONの作曲家として、ゲーム音楽作曲家として活動している。キャサリン・フルボディ、ファイナルファンタジーVII リメイク、アナザーエデン 時空を超える猫など著名作品に参加。

## 略歴
- 幼少よりエレクトーンを習いはじめ、小学生になる頃には既にエレクトーンで作曲をしていた。中学生の時、T-SQUAREやカシオペアを聴いて衝撃を受け、フュージョン一辺倒に。ギター、ベース、シンセサイザーをはじめた。高校時代では、友人の進めでイングヴェイとアングラを聴いたところからどっぷりヘヴィーメタルの道にのめり込む。メガデス、メタリカ、ガンズアンドローゼズ、BON JOVI、など、当時のハードロック、ヘビーメタルをCDショップで買い漁った。
- 1998年、コナミ入社。在籍20年間で数々の著名ゲーム作品の音楽を手がけた。
- 2017年、コナミ退社。同年に、大手ゲームメーカーからサウンドクリエイターが集結し、結成された株式会社INSPIONの作曲家として入社。アトラスのキャサリン・フルボディの音楽を手掛け、秋田が手掛けたJAZZとクラシックが融合された独特な世界観が大きな話題を呼んだ。現在も世界中のゲーム作品の音楽を手掛ける。

## 主な作品
- Arcaea
- キャサリン・フルボディ
- ファイナルファンタジーVII リメイク
- FINAL FANTASY XV MULTIPLAYER: COMRADES
- アナザーエデン 時空を超える猫
- ニンジャラ
- Cytus II
- エンスージア プロフェッショナル レーシング[1]
- メタルギアソリッド4[2]
- ワールドサッカー ウイニングイレブン 2009[3]
- pop'n music9 （夢と現実/P-4 laboratory）
- pop'n music11 （トルバドゥールの回想/リシャール秋田）
- pop'n music12 （鹿鳴館の怪人/リシャール秋田、一発逆転! ××だらけのハッピー大運動会!!/P-4 laboratory）
- 悪魔城ドラキュラ Xクロニクル[4]
- タイムホロウ 奪われた過去を求めて[5]
- パチスロ ドロロンえん魔くん
- パチスロ ハイスクールD×D
- パチスロ マジカルハロウィン5
- パチスロ メタルギアソリッド[6]
- maimaiでらっくす FESTiVAL